# Мона Ліза стрімголов
«Мона Ліза стрімголов» — науково-фантастичний роман американо-канадського письменника Вільяма Ґібсона, опублікований у 1988 році. Це заключний роман кіберпанк-трилогії «Кіберпростір», наступний після «Нейромант» та «Занулення», дія якого відбувається через вісім років після подій останнього.
Роман був номінований на премію «Неб'юла» за найкращий роман, премію «Г'юго» за найкращий роман та премію «Локус» за найкращий науково-фантастичний роман у 1989 році.

## Сюжет
Дія відбувається через вісім років після подій «Занулення» і через п'ятнадцять років після «Нейромант», історія складається з кількох взаємопов'язаних сюжетних ліній, а також містить персонажів з попередніх творів Ґібсона (наприклад, Моллі, найманку з лезами в руці з «Нейроманта»).
Донька боса якудза, колишній крадій, зірка симстиму та схожа на неї юна повія неочікувано для себе стають гвинтиками єдиного великого конфлікту, зустрічаючись із персонажами попередніх книг та допомагаючи тим завершити тривале протистояння з упертими примарами минулого.
Майстерний текст Ґібсона органічно поєднує скрупульозну детальність описів та проникливе дослідження характерів героїв, а також у властивій письменнику манері стирає межі між людським та надлюдським, даючи загубленим душам свій шанс на трансценденцію.

## Натхнення
Назва щільного шматка кібернетичного обладнання, до якого затиснута свідомість Боббі Ньюмарка, є прямим відсиланням до новели аргентинського письменника Хорхе Луїса Борхеса «Алеф». У цій новелі йдеться про точку в просторі, яка містить у собі всі інші точки, і якби хтось зазирнув у «Алеф», то зміг би побачити чи відчути всю повноту буття.
Історія художника-відлюдника, котрий створює кібернетичні скульптури, відсилає нас до реальної особи Марка Поліна з Survival Research Labs.

## Наслідування
Трек до саундтреку з фільму «Матриця: Перезавантаження» від Juno Reactor та Дона Девіса отримав назву «Mona Lisa Overdrive».
Взагалі, трилогія «Матриця» була створена під сильним впливом творчості Ґібсона. Інша версія пісні є в альбомі Juno Reactor «Labyrinth».
Також трек з альбому «Mista Thug Isolation» гурту Lil Ugly Mane називається «Mona Lisa Overdrive».
Однойменний альбом японського рок-гурту Buck-Tick був названий так помилково, оскільки Хісаші Імаї при назві альбому переплутав його з «Samurai Overdrive» Роберта Лонго.